# Нови стадион у Ебебину
Стадион у Ебебину (шп. Nuevo Estadio de Ebebiyín) је стадион у Ебебину, Екваторијална Гвинеја.
Капацитет стадиона је 8.000 места. Првенствено се користи за фудбал. Изабран је као један од 4 стадиона на којем се играју утакмице Афричког купа нација 2015.